# トアン・イーナン
トアン・イーナン（1993年5月3日 - ）は、中国のプロレスラー。

## 経歴
2018年2月2日、中国の上海で対熊智宇・任宇航・劉新熙・范秋陽組（パートナーは毛誠相・段迪航・趙俊杰）でデビュー。
2018年9月2日、WRESTLE-1横浜文化体育館にて、日本デビュー。
2018年10月28日、DDT LIVE!マジ卍後楽園ホール大会にて、遠藤哲哉・高尾蒼馬・マッド・ポーリー組の持つKO-D6人タッグ王座にタイトル初挑戦し、初戴冠（パートナーはCIMA・T-Hawk）。

## 得意技
後方転回式ムーンサルトプレス

## タイトル歴
DDTプロレスリング
- 第36代KO-D6人タッグ王座（パートナーはCIMA・T-Hawk）